# Gloria (пісня Them)
Gloria — пісня гурту Them, випущена 1964 року. Вийшла як B-side синглу «Baby, Please Don't Go», а також в альбомі The Angry Young Them.
За словами автора, Вана Морісона, твір написано влітку 1963 року під час виступу в Німеччині. Сингл включено до першого альбому гурту «The Angry Young Them» (1965 рік). Ця пісня потрапила до списку 500 найкращих пісень усіх часів за версією журналу Rolling Stone.